# Lamya Bekali
Lamya Bekali (10 de mayo de 1989) es una deportista marroquí que compitió en taekwondo. Ganó una medalla en el Campeonato Mundial de Taekwondo de 2011, y tres medallas en el Campeonato Africano de Taekwondo entre los años 2009 y 2014.

## Palmarés internacional
| Campeonato Mundial  | Campeonato Mundial       | Campeonato Mundial | Campeonato Mundial |
| Año                 | Lugar                    | Medalla            | Categoría          |
| ------------------- | ------------------------ | ------------------ | ------------------ |
| 2011                | Gyeongju (Corea del Sur) | Medalla de plata   | –53 kg             |
| Campeonato Africano |                          |                    |                    |
| Año                 | Lugar                    | Medalla            | Categoría          |
| 2009                | Yaundé (Camerún)         | Medalla de oro     | –53 kg             |
| 2010                | Trípoli ()               | Medalla de oro     | –53 kg             |
| 2014                | Túnez (Túnez)            | Medalla de bronce  | –53 kg             |